# Mark Jones (football)
Pour les articles homonymes, voir Jones et Mark Jones.
Mark Jones, né le 15 juin 1933 et mort le 6 février 1958, est un footballeur anglais et l'un des huit joueurs de Manchester United à perdre la vie dans la catastrophe aérienne de Munich. Né dans la Wombwell, près de Barnsley dans le Yorkshire du Sud, en 1933, il était la charnière défensive du club durant les années 50 et gagna deux fois le championnat d'Angleterre.

## Biographie
Il signe pour Manchester United comme junior à sa sortie de l'école en 1948 et fait ses deux premières apparitions durant la saison 1952-1953, et finit par briguer le championnat avec United en 1955-1956, il devient un joueur important, bien qu'il soit souvent mis sur le banc en faveur de Jackie Blanchflower. Plus tôt dans sa carrière, il a également travaillé comme maçon dans la région de Barnsley.
Il manque la défaite en finale de la coupe 1957 contre Aston Villa en raison d'une blessure à l'œil, et semblait bien parti pour devenir international s'il n'avait pas péri à Munich.
Il joue un total de 121 matchs (103 en championnat) pour les Red Devils, appelés à l'époque les Busby Babes.
Jones est enterré à Wombwell, il laissait dans le deuil son épouse, June, et leur fils de deux ans, Gary, et sa fille, Lynne, qui est née quatre mois après la catastrophe aérienne de Munich.
Jones a souvent été surnommé « Dan Archer » par ses coéquipiers, en référence à son habitude de fumer la pipe similaire à celui du personnage du feuilleton radiophonique The Archers.

## Palmarès
- Vainqueur du Championnat d'Angleterre de football en 1956 et 1957.
- Vainqueur du Charity Shield en 1956 et 1957.